# Municipio de Madison (condado de Dubois)
El municipio de Madison (en inglés: Madison Township) es un municipio ubicado en el condado de Dubois en el estado estadounidense de Indiana. En el año 2010 tenía una población de 2696 habitantes y una densidad poblacional de 29,25 personas por km².

## Geografía
El municipio de Madison se encuentra ubicado en las coordenadas 38°22′40″N 87°1′59″O / 38.37778, -87.03306. Según la Oficina del Censo de los Estados Unidos, el municipio tiene una superficie total de 92.18 km², de la cual 90.57 km² corresponden a tierra firme y (1.75%) 1.62 km² es agua.

## Demografía
Según el censo de 2010, había 2696 personas residiendo en el municipio de Madison. La densidad de población era de 29,25 hab./km². De los 2696 habitantes, el municipio de Madison estaba compuesto por el 98.59% blancos, el 0.15% eran afroamericanos, el 0.33% eran amerindios, el 0.07% eran asiáticos, el 0.19% eran isleños del Pacífico, el 0.22% eran de otras razas y el 0.45% pertenecían a dos o más razas. Del total de la población el 1.08% eran hispanos o latinos de cualquier raza.